# اچ‌ام‌اس راگبی (۱۹۱۸)
اچ‌ام‌اس راگبی (۱۹۱۸) (به انگلیسی: HMS Rugby (1918)) یک کشتی بود که طول آن ۲۳۱ فوت (۷۰ متر) بود. این کشتی در سال ۱۹۱۸ ساخته شد.